# (199950) Sierpc
(199950) Sierpc – planetoida z pasa głównego planetoid okrążająca Słońce w ciągu 3,74 roku w średniej odległości 2,4 au.
Obiekt ten został odkryty 16 kwietnia 2007 roku w ramach programu obserwacyjnego International Asteroid Search Collaboration (IASC - Charleston Observatory), a jego odkrywcami są uczniowie z Sierpca, którzy pracowali pod opieką nauczyciela Józefa Urbańskiego. Mieli oni także prawo do nadania nazwy odkrytej przez siebie planetoidzie. Zaproponowali nazwę odnoszącą się do ich miasta.